# Нитехвостый кольчатый попугай
Нитехвостый кольчатый попугай (лат. Psittacula longicauda) — птица отряда попугаеобразных.

## Внешний вид
Длина тела 40 см, хвоста 25 см. Основная окраска оперения зелёная. Надклювье красное, а подклювье бурое. Затылок и бока головы вино-красные, с широкой чёрной полосой, идущей от горла до щёк. У самок клюв чёрный и менее интенсивный красный цвет на боках головы.

## Распространение
Обитает в Малайзии, Сингапуре, Индонезии, на Никобарских и Андаманских островах.

## Классификация
Вид включает в себя 5 подвидов:
- Psittacula longicauda defontainei Chasen, 1935
- Psittacula longicauda longicauda (Boddaert, 1783)
- Psittacula longicauda modesta (Fraser, 1845)
- Psittacula longicauda nicobarica (Gould, 1857)
- Psittacula longicauda tytleri (Hume, 1874)